# 千葉市立都賀小学校
千葉市立都賀小学校（ちばしりつ つがしょうがっこう）は、千葉県千葉市稲毛区にある公立小学校。

## 歴史
- 1874年（明治7年） - 原学校として千葉郡原村（現在の若葉区原町）の正福寺を校舎に開校。
  - 同年2月10日に殿台村の満蔵院に校舎を移転。
- 1889年（明治22年） - 作草部と高品に分校を設置。
- 1912年（明治45年） - 同じ都賀村内の三和尋常小学校と統合。都賀尋常小学校となる。
  - 同時に作草部に本校舎の新築を決定。作草部、高品の分校を廃止し、園生に第一分教場（旧・三和尋常小学校）・東寺山に第二分教場（旧・殿台尋常小学校）を設置。
- 1913年（大正2年） - 新たに完成した作草部の校舎を、本校とする。
- 1917年（大正6年）- 高等科を設置し、都賀尋常高等小学校に改称
- 1937年（昭和12年） - 都賀村が千葉市に編入され、千葉市立都賀尋常高等小学校となる。
- 1941年（昭和16年） - 校名を、千葉市立都賀国民学校に改称。
- 1942年（昭和17年） - 園生第一分校が、千葉市立園生国民学校として独立。
- 1947年（昭和22年） - 校名を、千葉市立都賀小学校に改称。
- 1962年（昭和37年） - 東寺山分校を閉鎖。

## 学区
- 稲毛区
  - 作草部町（千草台東小学区の地域以外）
  - 作草部
  - 天台1・3丁目
- 中央区
  - 椿森3・4・6丁目

以前は園生小学校の学区域（園生町・宮野木町・小中台町）を除く、旧都賀村の地域が学区だったが、
現在は上記の地域以外は別の小学校の学区である。

## 分校・分教場
- 殿台尋常小学校時代
  - 作草部分校
  - 高品分校
- 都賀尋常（高等）小学校時代
  - 第一分教場（旧・三和尋常小学校　現・千葉市立園生小学校）
  - 第二分教場（閉鎖）場所は東寺山

## 著名な出身者
- 小島よしお（お笑い芸人）
- 宮田健吾（演出家・脚本家）
- 塩原康孝(ミュージシャン・俳優)